# Пабло Ескобар
Пабло Емилио Ескобар Гавирија (шп. Pablo Emilio Escobar Gaviria; Рионегро, 1. децембар 1949 — Медељин, 2. децембар 1993) био је колумбијски наркобос и кријумчар. У историји је запамћен као најмоћнији и најбогатији криминалац. На врхунцу моћи 1989. налазио се на седмом месту Форбсове листе најбогатијих на свету са процењеном имовином од 25 милијарди долара.
Године 1976, Ескобар је основао Меделински картел, који је дистрибуирао кокаин, и успоставио прве руте за шверц у Сједињене Државе. Ескобарова инфилтрација у САД створила је експоненцијалну потражњу за кокаином и процењено је да је до 1980-их Ескобар водио месечне испоруке од 70 до 80 тона кокаина у земљу из Колумбије. Као резултат тога, брзо је постао један од најбогатијих људи на свету, али се стално борио против ривалских картела у земљи и иностранству, што је довело до масакра и убистава полицајаца, судија, локалног становништва и истакнутих политичара, чинећи Колумбију светском престоницом убистава.

## Почетак
Ескобар је рођен у малом селу у покрајини Антиохија, Колумбија, као треће од седморо деце Абела Ескобара, фармера, и Хермилде Гавирије, учитељице у основној школи. Када је имао седам година, герила је упала у село и запалила им кућу. Након тог догађаја родитељи су послали Пабла и његовог три године старијег брата Роберта у град Медељин, да живе код Хермилдине мајке. Још као тинејџер, Пабло је почео своју криминалну каријеру на улицама Медељина. Почео је да са гробља купује старе надгробне споменике, сређује их и продаје препродавцима. Након тога почео је да шверцује цигарете и кућну технику да би неколико месеци касније његов највећи товар бивао заплењен. Полиција је по дојави знала куда ће проћи камиони и сва роба је заплењена, али Пабло није био ухапшен. За то време је био студент политичких наука на Универзитету у Медељину, али због лошег финансијског стања морао је да обустави школовање. Говорио је да ће једног дана постати председник Колумбије.
Када им је пропао посао, Пабло, његов рођак Густаво и још један њихов пријатељ из детињства ушли су у посао са кокаином. То је било 1976. године. У почетку су преносили пасту коке из Перуа у лабораторије у Медељину, да би касније отворили своје лабораторије и добијали готов производ. Говорио је како ће до двадесет друге године постати милионер.

## Успон
Када је почео свој посао са кокаином, дрогу су првобитно превозили у Мајами у старим авионским гумама. Чак је и сам Пабло неколико пута лично превозио робу. Једном приликом су га ухапсили на граници и пронашли робу. Пабло је успео да подмити судије и убрзо се нашао на слободи. Тада је одлучи да никад више не превози дрогу лично. Ангажовао је пилоте и пилоти су по лету могли да зараде милионе долара. Како се посао развијао Пабло је убрзо купио 15 нових авиона. Тржиште се најбрже и највише развијало у САД, тако да су им требале нове методе шверцовања. Када је у посао ушао Карлос Лехдер, њих двојица су купили цело мало острво на Бахамима и направили писту. Средином осамдесетих преко те писте су полетали скоро сви авиони који су преносили кокаин у САД. То је уједно и била главна рута Медељинског картела, који је Пабло основао заједно са браћом Очоа.
Сматра се да је највећа грешка коју је Пабло начинио била улазак у политику 1982. године. Одмах након кандидовања за конгресмена почео је да сиротињи изграђује стамбене објекте и пружа им здравствену заштиту. Народ га је сматрао својим Робином Худом, и Пабло је изабран за конгресмена. Међутим, његова политичка каријера није дуго трајала, ушавши у политику стекао је медијску популарност а самим тим је привукао и полицију. Политички противници су га оптужили да је нарко-дилер и криминалац. Убрзо након тога 1984. Пабло је наредио убиство политичког противника Лара Боњиле. Одмах након убиства полиција је добила наређење да га ухапси. Пабло је побегао и евакуисао из Колумбије целу своју породицу хеликоптерима.
Неко време су провели у Панами под заштитом панамског диктатора Мануела Норијеге, али када су сазнали да ће их и ту ухапсити, отишли су у Никарагву и ту провели пар месеци. Одлучили су да је најбоље да се врате у Колумбију и да се нагоде са полицијом.
У међувремену, под притиском САД влада Колумбије је донела закон о екстрадицији којим је било омогућено да се држављани Колумбије испоручују у САД и да им се тамо суди. То је означавало почетак рата између нарко картела и владе.
Ескобар је био велики навијач и један од покровитеља фудбалског клуба Атлетико Насионал, током 1980их и почетком 1990их година. У његово време, клуб је био првак Јужне Америке, шампион Копа либертадорес 1989. године.

## Рат са владом
Убрзо након проглашења закона о екстрадицији картели су почели своју сурову одмазду. У новембру 1985. Пабло је дао новац герилском покрету, и тај исти покрет је крајем месеца напао врховни суд у Боготи, зграда је запаљена, убијено је четворо судија, мноштво полицајаца али и чланова гериле. У Медељину је објављено да свако ко убије полицајца ће добити новац од Пабла Ескобара. У року од две године само у Медељину убијено је преко 700 полицајаца. За то време посао је био на врхунцу картел је месечно слао десетине тона кокаина у Америку, али су у међувремену отворили ново тржиште, Европу. Бродовима би роба доспела до Шпаније, где су били у контакту са шпанским премијером, па би затим из Шпаније роба наставила ка западној Европи.
У мемоарима Пабловог брата, Роберта Ескобара је описано како им је у то време највећи проблем био складиштење новца. Толико га је пристизало да нису имали где да га сместе, држали би га по складиштима и по тврдњи Пабловог брата годишње би им пацови појели између 10 и 20 милијарди. Једном је напоменуо да се месечно трошили 3000 долара за гумице, да свежу новчанице. Највећи товар који су успели да пренесу износио је 23.000 килограма. Након напада на владу постали су бегунци скривали су се по џунглама носећи са собом торбе са милионима долара. Као одговор за напад на суд, влада је лоцирала и уништила највећу лабораторију Медељинског картела, и полиција је запленила 13 тона дроге.
Рат се смирио 1989. године на кратко, јер су крајем године били председнички избори. Сви кандидати су говорили да ће искоренити организовани криминал и депортовати нарко кријумчаре у Америку. Одговор је био брз и до краја године Медељински картел је убио 4 од 6 кандидата. У наредне две године, рат је био на врхунцу, готово свакодневно су минирани објекти у граду и мноштво људи је погинуло. Врхунац је био 1989. године када су у зграду Колумбијске тајне полиције унели комби са 500 килограма експлозива, један део зграде се урушио, 52 полицајца су погинула а стотине је рањено. Рат се привремено завршава 1991. када је влада под притиском Ескобара променила устав и забранила екстрадицију. Договор је био да Пабло у Колумбији проведе 7 година у затвору. Пристао је али под условом да сам себи направи затвор. Купио је кућу на планини изнад Медељина и одлучио да ту борави. То место је добило назив катедрала. Овај приватни затвор био је испуњен луксузом који је за то време био незамислив. Ескобара су чували његови људи. Место је постало централа његовог картела, место где су примани пословни партнери и убијани противници. Али у једном тренутку влади је ово понашање нарко боса било превише.
Ескобару ни у оваквим околностима нису изостајале информације. Јула 1992, пре него што су га власти преместиле у други затвор он је побегао. У потери за њим учествовале су колумбијска полиција, америчка Агенција за сузбијање наркотика (ДЕА), као и ЦИА. Поред њих команда за убијање од сукобљених трговаца дрогом, уз подршку полиције, десеткује Медељински картел. Приликом хапшења Ескобар је бежао преко кровова зграда избегавајући метке који су из секунде у секунд ишли ка њему.
Према једној причи, Ескобар је пуцао себи у главу како би избегао хапшење. Према другој, за њега је био кобан један од хиљаду метака који су испаљивани ка њему.
После смрти Ескобара почео је период препорода за Медељин. Град је постао безбеднији, улагано је много новца у инфраструктуру, страна предузећа су инвестирала… Међутим, трговина дрогом није престала јер су се појавили нови нарко дилери. Колумбија је још увек на првом месту по извозу кокаина у свету.